# Jorge Alberto Cavazos Arizpe
Jorge Alberto Cavazos Arizpe (Monterrey, 31 de julio de 1962) es un eclesiástico católico mexicano. Es el arzobispo de San Luis Potosí desde 2022. Fue obispo de San Juan de los Lagos, entre 2016 a 2022, administrador apostólico sede vacante de la misma diócesis, de 2022 a 2024 y obispo auxiliar de Monterrey, de 2009 a 2016.

## Biografía
Jorge Alberto nació el 31 de julio de 1962, en la ciudad mexicana de Monterrey, Nuevo León. Hijo del matrimonio de Héctor Manuel Cavazos Gutiérrez y Lidia Arizpe González, siendo el menor de seis hijos.
En agosto de 1980, ingresó al Seminario de Monterrey, donde realizó los estudios de Humanidades y Filosofía. Fue enviado a estudiar Teología en la Universidad Pontificia de México (1984-1989), obteniendo la licenciatura en Teología moral.

### Sacerdocio
Fue ordenado diácono el 15 de agosto de 1988. Su ordenación sacerdotal fue el 31 de mayo de 1989, incardinándose en la arquidiócesis de Monterrey.
- Director espiritual del curso introductorio (1989-1993) y del Instituto de Filosofía (1993-1999); profesor de Teología moral (1993-1999; 2002-2008); director espiritual y encargado del Apostolado de Teología (1999-2002) en el Seminario de Monterrey.
- Párroco de Jesús el Buen Pastor, en Monterrey (2002-2009).
- Encargado de la Dimensión Intelectual de la Comisión del Clero y de la Provincia de Monterrey, así como colaborador en el mes de renovación sacerdotal (2004-2009).

## Episcopado

### Obispo auxiliar de Monterrey
El 7 de enero de 2009, el papa Benedicto XVI lo nombró obispo titular de Isola y obispo auxiliar de Monterrey. Fue consagrado el 26 de marzo del mismo año, en la Basílica de Guadalupe de Monterrey, a manos del cardenal-arzobispo Francisco Robles Ortega.
Fue administrador apostólico de Monterrey, del 7 de febrero al 5 de diciembre de 2012.
El 29 de julio de 2015, fue nombrado administrador apostólico sede vacante de Nuevo Laredo, cargo que ejerció hasta la posesión del nuevo obispo Enrique Díaz Díaz el 13 de enero de 2016.
- Encargado para los Seminarios.
- Encargado de la Comisión para el Clero.
- Miembro del Consejo Permanente de la CEM, como suplente de la Provincia de Monterrey (2009-2012).
- Miembro de la Comisión Episcopal para la Universidad Pontificia de México (2009-2016).
- Representante de la Provincia de Monterrey (2012-2015).
- Equipo Episcopal de la Dimensión Justicia, Paz, Reconciliación, Fe y Política del 2014.

### Obispo de San Juan de los Lagos

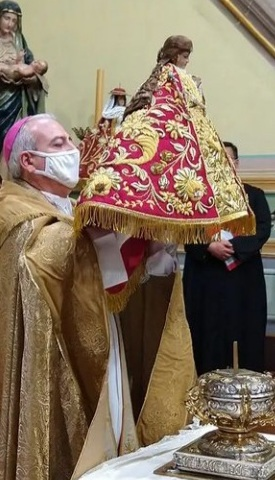
Cavazos con la imagen de la Virgen de San Juan.

El 2 de abril de 2016, el papa Francisco lo nombró obispo de San Juan de los Lagos. Después de su nombramiento se dijo bendecido por la Virgen de San Juan de los Lagos a quien mandó a hacerle un nuevo vestido y manto. Tomó posesión canónica el 20 de mayo del mismo año, durante una ceremonia en la Catedral Basílica de San Juan de los Lagos.
- Responsable de la Dimensión Episcopal del Trabajo (2012-2018).

### Arzobispo de San Luis Potosí
El 26 de marzo de 2022, fue nombrado arzobispo de San Luis Potosí. Tomó posesión canónica el 1 de julio del mismo año, durante una ceremonia en las instalaciones del Centro de Convenciones de San Luis Potosí. Horas antes de la ceremonia, realizó la profesión de fe, además de realizar la posesión de la cátedra de la Catedral de San Luis Potosí.
El 29 de junio de 2022, fue nombrado administrador apostólico sede vacante de San Juan de los Lagos. Ese mismo día, en una ceremonia en la Basílica de San Pedro, recibió el palio arzobispal de manos del papa Francisco. El 13 de agosto, en una ceremonia en la Catedral de San Luis Potosí, recibió la imposición del palio arzobispal de manos del cardenal Carlos Aguiar Retes.
- Tesorero general de la Conferencia del Episcopado Mexicano y presidente de la OCEAS (2021-2024).